# Monterosso al Mare
Monterosso al Mare is een gemeente in de Italiaanse provincie La Spezia (regio Ligurië) en telt 1578 inwoners (31-12-2004). De oppervlakte bedraagt 11,2 km², de bevolkingsdichtheid is 142 inwoners per km².
Het is een van de vijf dorpen van de Cinque Terre en heeft een halte langs de spoorlijn Genua - Pisa.

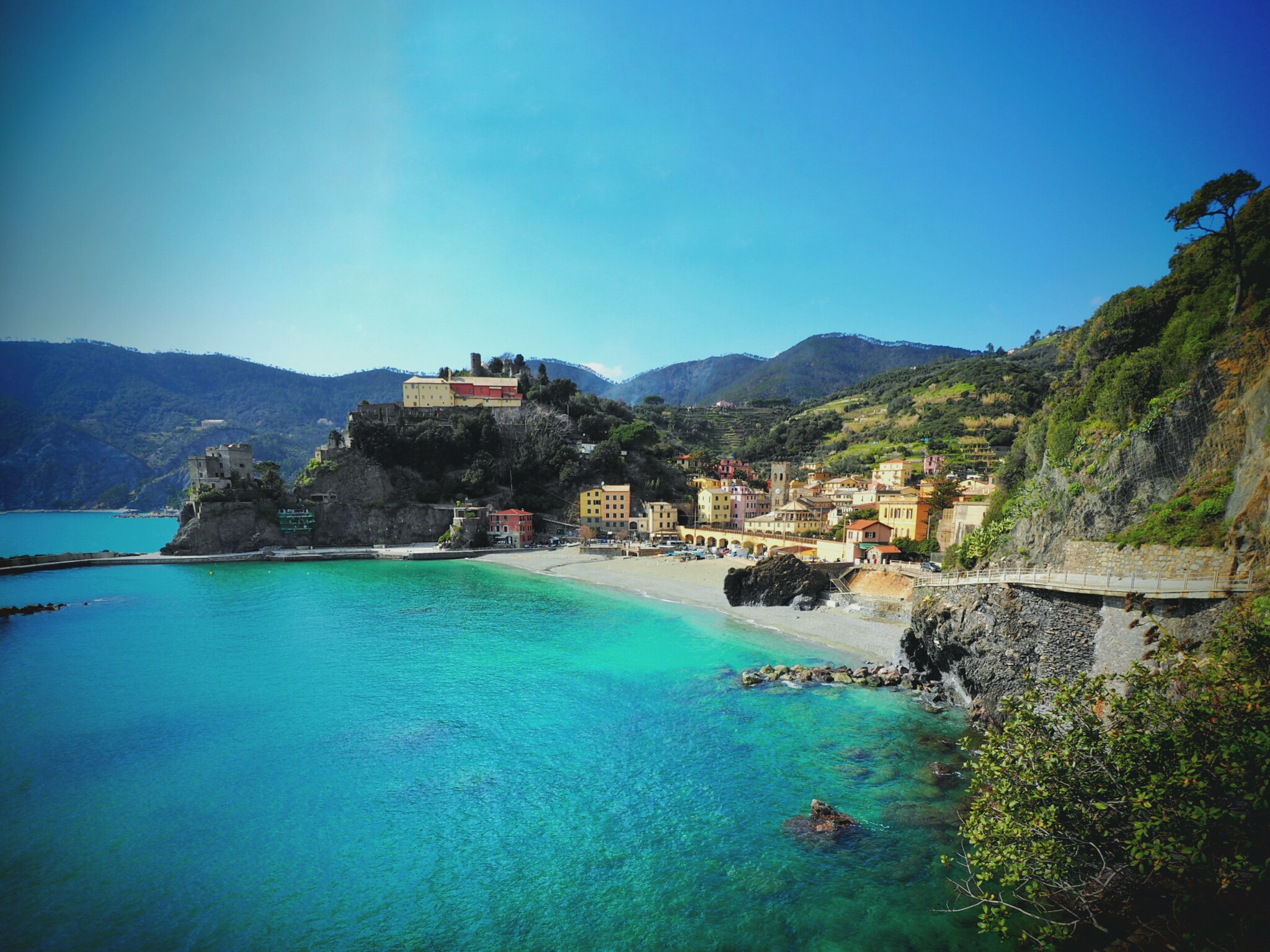
Zicht op Monterosso

## Demografie
Monterosso al Mare telt ongeveer 812 huishoudens. Het aantal inwoners daalde in de periode 1991-2001 met 9,3% volgens cijfers uit de tienjaarlijkse volkstellingen van ISTAT.
| Jaar | Inwoneraantal |
| ---- | ------------- |
| 1991 | 1732          |
| 2001 | 1571          |

## Geografie
Monterosso al Mare grenst aan de volgende gemeenten: Levanto, Pignone, Vernazza.

## Bezienswaardigheden
- Cinque Terre

- Gemeinsame Normdatei: 4300666-8
- Library of Congress Control Number: n2004030210
- Nationale Bibliotheek van Israël: 987007467986705171
- Virtual International Authority File: 138577524
- WorldCat: E39PCjrrbfCxvtQD98PvPVqRKd

Ameglia · Arcola · Beverino · Bolano · Bonassola · Borghetto di Vara · Brugnato · Calice al Cornoviglio · Carro · Carrodano · Castelnuovo Magra · Deiva Marina · Follo · Framura · La Spezia · Lerici · Levanto · Maissana · Monterosso al Mare · Ortonovo · Pignone · Porto Venere · Riccò del Golfo di Spezia · Riomaggiore · Rocchetta di Vara · Santo Stefano di Magra · Sarzana · Sesta Godano · Varese Ligure · Vernazza · Vezzano Ligure · Zignago
1. ↑  https://demo.istat.it/?l=it.